# Liste profanierter Kirchen im Bistum Trier
Die Liste profanierter Kirchen im Bistum Trier führt Kirchen und Kapellen im Bistum Trier auf, die profaniert wurden. Sie wurden oder werden verkauft, umgewidmet, umgebaut oder abgerissen.

## Liste
| Bild             | Kirche                                                  | Ort                        | Baujahr                                 | profaniert          | Nachnutzung |
| ---------------- | ------------------------------------------------------- | -------------------------- | --------------------------------------- | ------------------- | --- |
|                  | St. Maximin                                             | Trier                      | 17. Jahrhundert                         | 1802 Säkularisation | Später zeitweise als Garnisonkirche genutzt; heute Turn- und Mehrzweckhalle |
|                  | St. Jost                                                | Trier-Biewer               | erstmals 1283 erwähnt                   | 1960                | Kapelle des ehemaligen Siechenhauses, 1960 profaniert |
|                  | St. Germanus                                            | Trier-Feyen/Weismark       | erstmals im 13. Jh. erwähnt             | ??                  | Vor dem Bau der Notkirche Pfarrkirche der Pfarrei Feyen |
|                  | St. Johannes Nepomuk                                    | Brodenbach                 | 1732                                    | 1984                | Seit 1993 renoviert und umgebaut zum „Bürgersaal Ahl Kersch“ |
|                  | Maria Königin                                           | Merchweiler-Wemmetsweiler  | 1967–70                                 | 28. Mai 1995        | 1995 wegen Bergbauschäden abgerissen |
|                  | Herz Jesu                                               | Völklingen-Ludweiler       | 1929–30                                 | 5. September 1999   | 1999 wegen Bergbauschäden abgerissen, 2001 durch Neubau ersetzt |
|                  | Hl. Geist                                               | St. Wendel                 | 1965–67                                 | 29. Juni 2003       | 2006 verkauft und abgerissen |
|                  | St. Mauritius                                           | Saarbrücken                | 1956                                    | 30. November 2003   | ab 2004 kurzfristig als „Mauritius-Studio“ durch Hochschule für Musik Saar genutzt, nach kurzer Zeit leerstehend.                                                                                           |
|                  | St. Josef                                               | Mettlach-Keuchingen        | 1965                                    | 30. August 2004     | 2005 abgerissen |
|                  | Canisianum                                              | Saarlouis                  | 1901                                    | 2007                | seit 2012 nach erneuter Benediktion durch die Priesterbruderschaft St. Petrus als Kirche |
|                  | St. Johannes der Täufer                                 | Bad Hönningen-Ariendorf    | 1950er Jahre                            | 10. September 2007  | im Frühjahr 2009 abgerissen |
|                  | St. Pius X.                                             | Echternacherbrück          | 1966                                    | 23. Januar 2008     | Abriss geplant |
|                  | St. Johannes                                            | Neunkirchen-Wellesweiler   | 1960                                    | 1. März 2009        | abgerissen, durch Neubau ersetzt |
|                  | St. Helena                                              | Saarbrücken-Burbach        | 1959                                    | 4. Mai 2009         | am 12. Juli 2012 abgebrannt |
|                  | Redemptoristenkloster Heiligenborn                      | Bous                       | 1951/52                                 | 2009                | [ 12 ] |
|                  | Mariä Himmelfahrt                                       | Trier-Quint                | 1972–73                                 | 22. November 2009   | 2009 profaniert, 2016 in eine Wohnanlage umgebaut |
|                  | St. Martin                                              | Saarbrücken-Fechingen      | 1964                                    | 14. November 2010   | verkauft, Kunstgalerie |
|                  | St. Marien                                              | Bernkastel-Kues            | 1963                                    | 14. Februar 2011    | Im Frühjahr 2018 abgerissen. |
|                  | St. Elisabeth                                           | Riegelsberg-Hilschbach     | 1969–72                                 | Pfingstmontag 2011  | abgerissen |
|                  | Oblatenklosterkirche Maria von der Immerwährenden Hilfe | Saarbrücken-St. Johann     | 1928                                    | 2011                | [ 18 ] |
|                  | St. Antonius von Padua                                  | Völklingen-Fenne           | 1963–1965                               | 19. Oktober 2013    | [ 19 ] |
|                  | St. Bonifatius                                          | Saarbrücken-Dudweiler      | 1957                                    | 6. Dezember 2013    | Kindergarten |
|                  | St. Peter und Paul                                      | Urbar                      | 1966                                    | 1. Juli 2014        | 2015 abgerissen Nachfolger der Kirche ist ein kleiner Sakralbau mit zusätzlichem Gemeinderaum am gleichen Platz.                                                                                            |
|                  | St. Barbara                                             | Neunkirchen (Saar)-Heinitz | 1958                                    | 6. April 2015       | abgerissen |
|                  | Christkönig                                             | Saarlouis-Roden            | 1968                                    | 15. März 2015       | Umbau zum Kindergarten |
|                  | St. Thomas Morus                                        | Daun                       | 1970                                    | 25. September 2015  | [ 25 ] |
|                  | St. Pius X. und St. Vinzenz von Paul                    | Neunkirchen                | 1958–60                                 | 1. November 2015    | |
|                  | Herz Jesu                                               | Neunkirchen                | 1953–54                                 | 21. November 2015   | Nachnutzung als Arthouse-Saar. |
|                  | St. Pius                                                | Sulzbach/Saar-Brefeld      | 1898, 1958                              | 16. Oktober 2016    | 1898 als Pferdestall erbaut; 1958 Umbau und Weihe zur Kirche. |
|                  | Christi Himmelfahrt                                     | Trier-Ehrang               | 1955                                    | 1. September 2016   | 2016 profaniert und in eine Wohnanlage umgebaut. |
|                  | Maria Königin                                           | Trier-West/Pallien         | 1957–58                                 | 29. November 2016   | Galt zur Zeit der Profanierung als einsturzgefährdet. Seit 2022 Umbau zu Wohnzwecken. |
|                  | Maria Hilf                                              | Koblenz-Lützel             | 1952/53                                 | 21. Januar 2017     | 2017 abgerissen. An der Stelle entsteht ein Altenheim. Die alte Maria-Hilf-Kapelle bleibt erhalten. |
| Klarissenkloster | St. Clara                                               | Trier                      | 1930                                    | 2017                | Ehemalige Klosterkirche des 2017 aufgelösten auf dem Petrisberg gelegenen Klarissen-Kapuzinerinnenklosters St. Clara.                                                                                       |
|                  | St. Paulus                                              | Trier-Mitte/Gartenfeld     | 1905–1907                               | 4. November 2017    | Aufgrund der Kirchendichte in der Trierer Innenstadt aufgegeben |
|                  | Heilig Kreuz                                            | Koblenz-Ehrenbreitstein    | 1962–1964                               | 26. November 2017   | Seit 2010 Nutzung für kulturelle Zwecke. |
|                  | St. Maria Magdalena                                     | Trier                      | 1737                                    | 2018                | Spätgotischer Turm von 1495; urspr. Klosterkirche der Klarissen; 1803 säkularisiert; ab 1894 Klosterkirche der Weißen Väter; 2018 profaniert                                                                |
|                  | St. Albert                                              | Andernach                  | 1952–1954                               | 25. November 2018   | Grundsteinlegung 1. August 1952, Kirchweihe 25. Juli 1954, Architekt Rudolf Schwarz, aufgegeben zu Gunsten der renovierten St. Michaelskapelle, da Dach und Kirchenheizung komplett reparaturbedürftig sind |
|                  | St. Simeon                                              | Trier-West/Pallien         | 1966                                    | 25. Mai 2019        | Umnutzung als Depot des Bistums Trier. Gottesdienste finden weiterhin in der umgestalteten Sakristei statt.                                                                                                 |
|                  | St. Ludwig                                              | Maybach                    | 1925                                    | 16. Juni 2019       | [ 41 ] |
|                  | Zu Unserer Lieben Frau                                  | Wallerfangen-Oberlimberg   | 1959                                    | 15. August 2019     | Filialkirche bzw. Kapelle |
|                  | St. Pius X.                                             | Saarwellingen              | 1959–1961                               | 13. Oktober 2019    | Abgerissen im April 2020; Auf dem Gelände soll ein neuer Kindergarten entstehen. |
|                  | Heilig Kreuz                                            | Dellhofen                  | 1961                                    | 27. Oktober 2020    | Abriss mit Ausnahme des älteren Kirchturmes geplant. |
|                  | Herz-Jesu-Kirche                                        | Spiesen-Elversberg         | 1900–1901                               | 22. November 2020   | [ 45 ] |
|                  | St. Marien                                              | Linz am Rhein              | 1967                                    | 24. November 2020   | [ 46 ] |
|                  | St. Bartholomäus                                        | Andernach-Namedy           | 1977                                    | 24. Mai 2021        | Profanierung und Rückbau des modernen Anbaus, jedoch Sanierung der gotischen Hallenkirche. |
|                  | Schutzengelkirche                                       | Heimbach                   | 1926                                    | 18. Februar 2022    | [ 49 ] |
|                  | St. Andreas                                             | Ahrbrück                   | 1967                                    | 16. September 2022  | Wurde bei der Flutkatastrophe an der Ahr 2021 schwer beschädigt. Abriss beschlossen, da Kirche und Pfarrhaus im Überschwemmungsgebiet der Ahr liegen.                                                       |
|                  | St. Remigius                                            | Remmesweiler               | 1933                                    | 30. Oktober 2022    | [ 51 ] |
|                  | St. Thomas Morus                                        | Saarbrücken                | 1968                                    | 11. Februar 2023    | [ 52 ] |
|                  | St. Michael                                             | Saarbrücken-Gersweiler     | 1886–1889                               | 3. Juni 2023        | [ 53 ] |
|                  | St. Ambrosius                                           | Trier                      | 1912; Umbauten zur Kirche 1947 und 1953 | 9. Juli 2023        | [ 54 ] |
|                  | St. Marien                                              | Saarbrücken                | 1927                                    | 20. Juli 2024       | Bereits seit 2017 wegen Baumängeln geschlossen. |
|                  | St. Clemens Maria Hofbauer                              | Mülhofen                   | 1954                                    | 2. Oktober 2024     | |
|                  | St. Pius X.                                             | Bad Neuenahr-Ahrweiler     | 1969                                    | 5. April 2025       | Wurde bei der Flutkatastrophe an der Ahr 2021 auf Grund der direkten Ufernähe schwer beschädigt. Wiederaufbaupläne wurden wegen der großen Kirchendichte in der Stadt verworfen.                            |
|                  | St. Michael                                             | Lockweiler                 | 1961                                    | 27. April 2025      | Abriss geplant. Der historische Glockenturm bleibt erhalten. |
|                  | St. Nikolaus                                            | Hemmersdorf                | 1936                                    | 29. Juni 2025       | |
|                  | St. Pius X.                                             | Calmesweiler               | 1965                                    | 6. September 2025   | |